# 磁轨制动

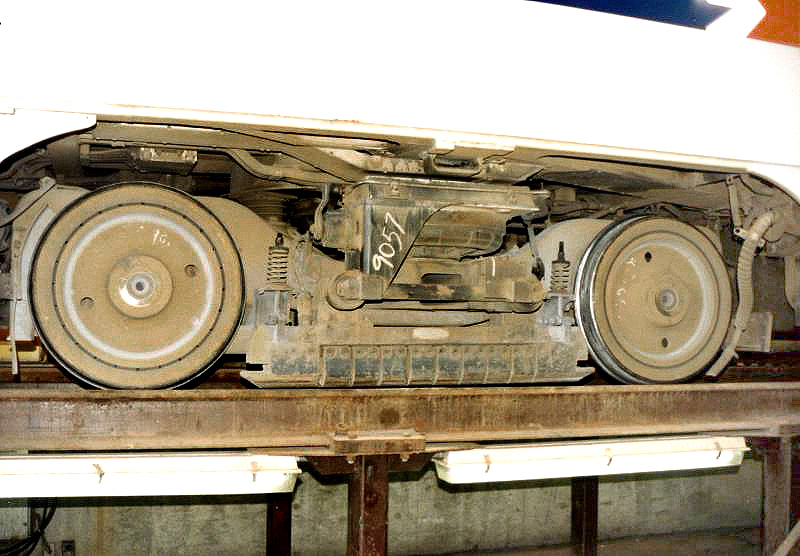
PCC电车使用的磁轨制动装置，位于转向架构架下方

磁轨制动是铁路机车车辆使用的非粘着制动方式之一，其原理是将磁铁安装於转向架前后两轮对之间的侧梁下部，非作用时磁铁悬挂在距离轨面适当高度，当制动时磁铁通过压缩空气或液压控制装置放下至轨面，并接通磁铁使其以一定的吸力吸附在钢轨上，使磁铁底部的磨耗板与钢轨摩擦而产生制动作用。制动力的大小与磁铁的安装匝数以及铁芯材料等电气设计参数有关，同时亦和电磁铁与钢轨之间的磁力线气隙大小有关。
磁轨制动与轮轨之间的粘着状态无关，因此不存在车轮被抱死而滑行的风险，而且可以获得更大的制动力以缩短制动距离；但磁铁磨耗板与钢轨直接摩擦不仅产生很大热量，对钢轨亦会造成较大损耗。因此，磁轨制动主要被用于有轨电车和高速列车。很多有轨电车行驶在非独立路权的路段，并且经常与其他道路交通平面交叉，为了在紧急情况时能够及时停车，有轨电车通常都需要较大的紧急制动减速度，制动距离短且简单可靠的磁轨制动正合乎其要求。
而在高速列车上的磁轨制动大多都是作为紧急制动或辅助制动装置使用，当粘着制动不能满足列车紧急制动距离情况下，磁轨制动可以与其他制动方式同时发挥作用，使用磁轨制动的高速列车例子包括德国的ICE-1、ICE-2、瑞典的X2000、苏联的ER200、RТ200等。ICE-1、ICE-2高速列车的每辆拖车上安装了四套磁轨制动装置，当制动初速度为250公里/小时，每公尺电磁铁所产生的制动力为3～3.5千牛，可提供约0.25m/m²的减速度，可使列车紧急制动距离缩短20～30%。
磁轨制动可以利用电磁铁或者永久磁铁产生磁场。传统的电磁轨道制动需要借助接通励磁电流，使电磁铁的线圈通电而产生磁场，主要使用24～110伏特的直流电工作，一旦切断电源就失去制动作用，因此无法作为停车制动装置使用。1990年代，克诺尔公司开发出使用永久磁铁（例如稀土磁鐵）的永磁轨道制动，永久磁铁在接通以后无需进一步提供电能，可节省为磁轨制动装置供电的蓄电池组，因此永磁轨道制动亦可作为停车制动装置。瑞士联邦铁路Re460型电力机车和BLS铁路Re465型电力机车是最早采用永磁轨道制动的铁路车辆。